# Eucalyptus cornuta
Eucalyptus cornuta, comúnmente conocido como yate,  es un árbol que crece en una área entre Busselton (33°4′S) y Albany (35 °S) en Australia Occidental.

## Descripción
En altura pueden oscilar entre 2 y 25 metros en su hábitat natural, sin embargo en cultivo usualmente es un árbol que va desde los 10 y 20 metros.
El árbol produce racimos de capullos en forma de cuernos que son seguidos de vistosas y prolíficas flores de color verde a amarillo que salen entre el verano y el invierno. Tiene la corteza áspera en el tronco lo que contrasta con la corteza lisa de la parte superior del árbol.

## Taxonomía
Eucalyptus cornuta fue descrita por Jacques Labillardière y publicado en Relation du Voyage à la Recherche de la Pérouse 1: 457, tab. 17. 1800.
Etimología
Eucalyptus: nombre genérico que proviene del griego antiguo: eû = "bien, justamente" y kalyptós = "cubierto, que recubre". En Eucalyptus L'Hér., los pétalos, soldados entre sí y a veces también con los sépalos, forman parte del opérculo, perfectamente ajustado al hipanto, que se desprende a la hora de la floración.
cornuta: epíteto latíno que significa "con cuernos".
 Sinonimia
- Eucalyptus macrocera Turcz. (1849)[4]